# Вьюрковые цветочницы
Вьюрко́вые цвето́чницы (лат. Loxioides) — род воробьиных птиц подсемейства гавайских цветочниц. В настоящее время является монотипическим, единственный вид — палила (Loxioides bailleui), обитает на двух Гавайских островах: Мауна-Кеа и Мауна-Лоа. Питается зелёными семенами золотистолистной софоры (Sophora chrysophylla) и некоторых других растений. Ископаемый вид — Loxioides kikuichi, предположительно, также питался семенами бобовых растений. Останки датируются голоценом. Были найдены на острове Кауаи, одном из Гавайских островов.

## Этимология
Научное название роду было дано французским зоологом Эми́лем Устале́ в 1877 г. Слово Loxioides образовано от слова Loxia — латинского названия рода клестов, с помощью добавления суффикса oides, который в переводе с греческого означает напоминающий. Таким образом, название рода переводится как напоминающие клестов .

## Классификация
В настоящее время род вьюрковых цветочниц является монотипическим:
- Loxioides bailleui Oustalet, 1877 — Шафрановая вьюрковая цветочница, или палила
- † Loxioides kikuichi James & Olson, 2006[7]

Ранее к роду также относились следующие виды: лайсанская вьюрковая цветочница (Telespiza cantans), желтоголовая вьюрковая цветочница (Rhodacanthis flaviceps), большеклювая вьюрковая цветочница (Chloridops kona) и оранжевогрудая вьюрковая цветочница (Rhodacanthis palmeri).